# 응우옌푹브우리엠

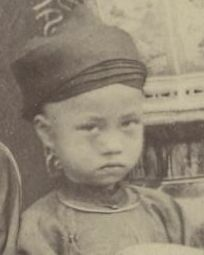

응우옌푹브우리엠(Nguyễn Phúc Bửu Liêm, 阮福寶嵰, 완복보렴, 1884년 ~ 1940년 8월 5일) 또는 응우옌푹브우리엠(Nguyễn Phúc Bửu Liêm, 阮福寶[山廉], 완복보렴)은 베트남 응우옌 왕조의 황족이다. 육덕제의 10번째 아들로, 어머니는 응우옌반티응에(阮文氏詣)이다.